# 阿克托比足球俱樂部
阿克托比足球俱樂部（羅馬化：Aqtöbe Fwtbol Klwbı）是哈薩克一家足球俱樂部，位於阿克托比市中，主場是阿克托比中央球場。球隊至今已3次贏得哈薩克超級足球聯賽冠軍，另外也曾於2000年奪得次一級的哈薩克甲級足球聯賽冠軍。

## 名稱變遷
- 1967年: 球會成立，稱為 Aktyubinets
- 1996年: 更名為 Aktobemunai
- 1997年: 更名為 Aktobe
- 2000年: 更名為 Aktobe-Lento
- 2005年: 更回名稱為 Aktobe

## 歷屆聯賽成績
- 1992年超聯 - 第 12 名
- 1993年超聯 - 第 9 名
- 1994年超聯 - 第 4 名
- 1995年超聯 - 第 13 名
- 1996年超聯 - 第 10 名
- 1997年超聯 - 第 12 名
- 1998年超聯 - 退出
- 1999年超聯 - 退出
- 2000年甲組 - 第 1 名
- 2001年超聯 - 第 8 名
- 2002年超聯 - 第 5 名
- 2003年超聯 - 第 5 名
- 2004年超聯 - 第 4 名
- 2005年超聯 - 第 1 名
- 2006年超聯 - 第 2 名
- 2007年超聯 - 第 1 名
- 2008年超聯 - 第 1 名

## 現役球員
註釋：國旗表示球員在國際足聯資格規則定義的國家隊。球員可能擁有一個以上非國際足聯國籍。
| 號碼 |              | 位置 | 球員               |
| ---- | ------------ | ---- | ------------------ |
| 29   | 哈萨克斯坦   | 门将 | 保爾真高           |
| 55   | 俄罗斯       | 门将 | 迪度尼高夫         |
| 5    | 乌克兰       | 后卫 | 巴迪路1            |
| 6    | 哈萨克斯坦   | 后卫 | 捷祖連             |
| 14   | 哈萨克斯坦   | 后卫 | 基路夫             |
| 20   | 吉尔吉斯斯坦 | 后卫 | 堅捷沙利夫1        |
| 8    | 哈萨克斯坦   | 后卫 | 史馬哥夫 (captain) |
| 9    | 乌克兰       | 中场 | 米卓法諾夫1        |
| 10   | 俄罗斯       | 中场 | 卡路連             |
| 17   | 俄罗斯       | 中场 | 高路域高夫1        |
| 18   | 哈萨克斯坦   | 中场 | 艾沙利莫夫         |

| 號碼 |            | 位置 | 球員        |
| ---- | ---------- | ---- | ----------- |
| 33   | 白俄罗斯   | 中场 | 拉維利克    |
| 77   | 哈萨克斯坦 | 中场 | 保高莫路夫  |
| 22   | 哈萨克斯坦 | 中场 | 艾辛巴耶夫2 |
| 23   | 哈萨克斯坦 | 中场 | 諾芬倫高    |
| 24   | 哈萨克斯坦 | 中场 | 托路夫      |
| 25   | 俄罗斯     | 中场 | 施美安路夫1 |
| 27   | 俄罗斯     | 前锋 | 史路高夫    |
| 30   | 哈萨克斯坦 | 前锋 | 艾維辛高    |
| 11   | 哈萨克斯坦 | 前锋 | 沙布甸      |
| 19   | 哈萨克斯坦 | 前锋 | 泰利斯希夫  |
| 69   | 哈萨克斯坦 | 前锋 | 奧斯比倫高  |

## 成就
- 哈薩克超級足球聯賽冠軍: 4

2005年、2007年、2008年、2009年
- 哈薩克盃冠軍: 1

2008年
- 哈薩克超級盃冠軍: 1

2008年
- 哈薩克甲級足球聯賽冠軍: 1

2000年

## 歐戰成績

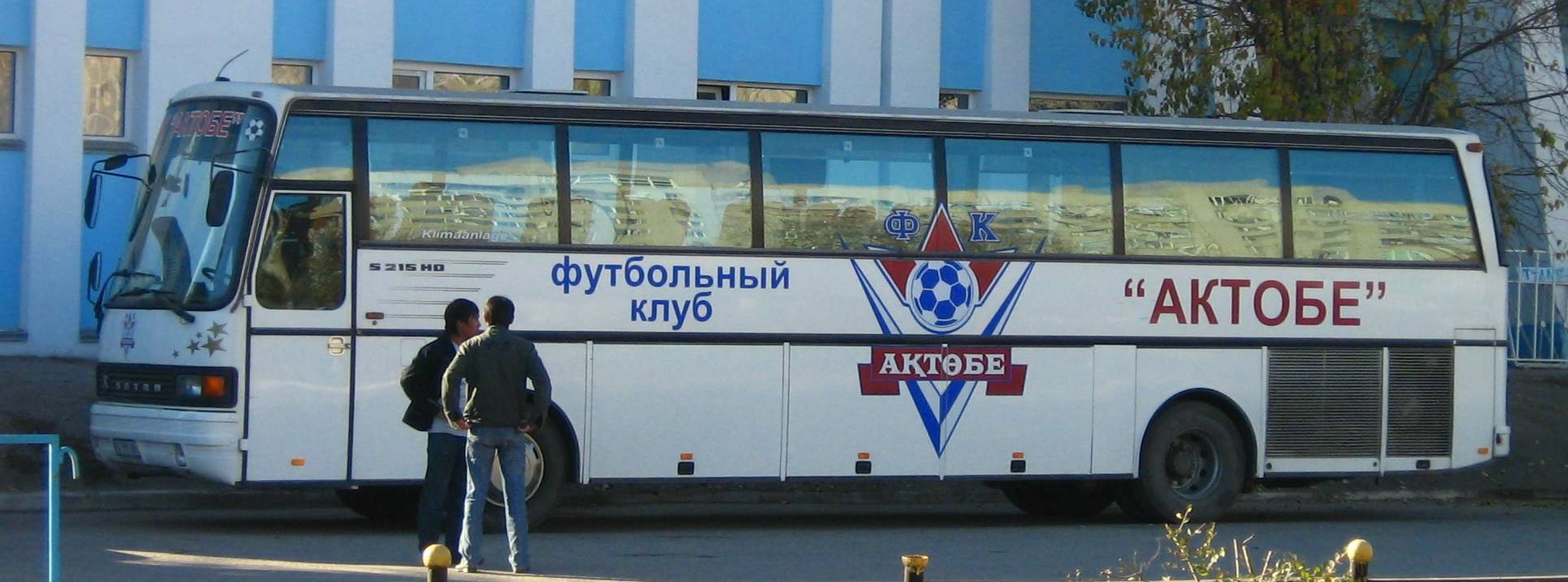
球會巴士

阿克托比於2005年首次贏得聯賽錦標後，成功得到2006/07賽季歐洲聯賽冠軍盃外圍賽第一圈參賽資格，可是球隊在兩回合比賽後以1比2 不敵拉脫維亞的美達雷斯，因此而宣佈出局。翌季，雖然阿克托比只能參與歐洲足協盃，但球隊最終贏得球會第一場歐洲賽賽勝仗，他們於外圍賽第一圈與奧地利的馬特斯堡對賽，首回合阿克托比以1比0 戰勝對手；然而，次回合作客卻以2比4 敗陣，無奈再次提早結束歐洲之旅。 
| 球季    | 賽事           | 圈數         | 球會       | 賽果     |
| ------- | -------------- | ------------ | ---------- | -------- |
| 2006-07 | 歐洲聯賽冠軍盃 | 外圍賽第一圈 | 美達雷斯   | 0-1，1-1 |
| 2007-08 | 歐洲足協盃     | 外圍賽第一圈 | 馬特斯堡   | 1-0，2-4 |
| 2008-09 | 歐洲聯賽冠軍盃 | 外圍賽第一圈 | 舒列夫     | 1-0，0-4 |
| 2009-10 | 歐洲聯賽冠軍盃 | 外圍賽第一圈 | 夏拿佐杜亞 |          |

粗體為主場成績。

## 外部連結
- 官方網站
- 球迷會網站